# Ґотгольд Айзенштайн
Фердинанд Ґотгольд Макс Айзенштайн (16 квітня 1823, Берлін — 11 жовтня 1852, Берлін) — німецький математик, який займався теорією чисел та теорією еліптичних функцій.

## Походження й молодість
Народився у сім'ї купця Йогана Айзенштайна (1791—1875), народженого у Данцигу, та Гелени Полак (1799—1876), народженої у Берліні. У шестирічному віці відчув цікавість до математики, яка була пробудження знайомим сім'ї. Крім того, грав на фортеп'яно та компонував музику. Після початкової школи, через слабке здоров'я, навчався в інтернаті за межами Берліна у Шарлотенбурзі. Починаючи з 1840 року відвідував лекції Діріхле у Берлінському Університеті. 1840 року батько переїхав до Британії, влітку 1842 року за ним рушили й матір з сином. У Дубліні познайомився із Вільямом Гамільтоном, який передав йому свою роботу для публікації у Берліні. У червні 1843 року Айзенштайн повертається у Берлін й у жовтні вступає до Берлінського Університету.

## Навчання
Вже у січні 1844 року подав до публікації свою власну роботу про кубічні форми від двох змінних у журнал Леопольда Креле, в якому була згодом опублікована більшість його робіт. Через Леопольда Креле у березні 1844 року познайомився із Александром Гумбольтом, який підтримував Айзенштайна. На запрошення Ґауса у червні відвідав Ґеттінґен. Одночасно у журналі Креле були опубліковані 25 робіт Айзенштайна, що зробило його відомим.

## Доцентура й смерть
1847 габілітувався та читав лекції у Берлінському університеті як приватний доцент. Влітку 1847 року Бергард Ріман був слухачем його лекцій про еліптичні функції.
У революційному 1848 році відвідував демократичні клуби, але не занурювався у політику. 19 березня під час барикадних боїв був арештований у своєму будинку разом з іншими жителями, оскільки із будинку стріляли. Був привезений у в'язницю у Шпандау, але звільнений наступного дня.
У серпні 1850 року Діріхле та Якобі подавали запит на професорську посаду для Айзенштайна, але цей запит був відхилений. Офіційною причиною були сумніви у викладацьких здібностях. Айзенштайн часто хворів та викладав для малої кількості слухачів із ліжка своєї кімнати. У цей час він опублікував свій критерій незвідності та роботи про вищі закони взаємності. У 1851 році став членом-кореспондентом Ґеттінґенської Академії Наук. У березні 1852 став також членом Берлінської Академії наук.
У липні 1852 року захворів на туберкульоз. Клопотаннями Гумбольдта отримав 500 талерів для однорічного перебування на Сицилії, але був заслабкий для переїзду. Помер у віці 29 років у жовтні 1852 року.

## Доробок
У алгебрі довів критерій Айзенштайна, хоча це твердження було доведене Теодором Шенеманом раніше. На честь Айзенштайна названі цілі числа Айзенштайна, ряди Айзенштайна. Підхід до еліптичних функцій через ряди Айзенштайна пізніше був розроблений Веєрштрасом та Кронекером.
У теорії чисел довів кубічний та біквадратичний закон взаємності, дав геометричне доведення квадратичного закону взаємності.
Довів теорему Айзенштайна.
Леопольд Кронекер розвинув багато ідей Айзенштайна далі. Андре Вейль у своїй книзі показує, що теорії Айзенштайна актуальні й нині.

## Публікації
- Mathematische Abhandlungen. Besonders aus dem Gebiete der höheren Arithmetik und der elliptischen Funktionen. [Архівовано 12 листопада 2007 у Wayback Machine.] Mit einer Vorrede von C. F. Gauß. Reimer, Berlin 1847.
- Mathematische Werke. 2 Bände. Chelsea Publ., New York 1975, ISBN 0-8284-0280-9 (2. Auflage 1989, ISBN 0-8284-1280-4).